# (5963) 1990 QP2
(5963) 1990 QP2 es un asteroide perteneciente al cinturón de asteroides, región del sistema solar que se encuentra entre las órbitas de Marte y Júpiter, más concretamente a la familia de Coronis, descubierto el 24 de agosto de 1990 por Henry E. Holt desde el Observatorio del Monte Palomar, Estados Unidos.

## Designación y nombre
Designado provisionalmente como 1990 QP2. 

## Características orbitales
1990 QP2 está situado a una distancia media del Sol de 2,845 ua, pudiendo alejarse hasta 2,991 ua y acercarse hasta 2,698 ua. Su excentricidad es 0,051 y la inclinación orbital 1,700 grados. Emplea 1752,91 días en completar una órbita alrededor del Sol.

## Características físicas
La magnitud absoluta de 1990 QP2 es 12,8. Tiene 10,102 km de diámetro y su albedo se estima en 0,153. 